# Keijiro Nakamura
Keijiro Nakamura (Japans: 中村 啓二郎, Nakamura Keijirō) is een Japans componist en arrangeur.
Van deze Japanse componist is niet veel bekend. Hij schreef vooral filmmuziek, die in Japan erg populair werd. Voor een cd-opname en voor een concerttournee door steden op het eiland Hokkaido van de Japan Maritime Self Defense Force Band, Tokyo uit Tokio schreef hij het werk The Broad Northern View. Verder schreef hij vele bewerkingen voor harmonieorkest; de filmmuziek uit Gone with the Wind van Max Steiner en Ben-Hur van Miklós Rózsa en Red Sails in the Sunset van Hugh Williams. 

## Composities

### Werken voor orkest
- Winter Landscape, voor orkest

### Werken voor harmonieorkest
- 2000 The Broad Northern View
- 2006 War Buddies
- 2007 Bugler's Forever, suite
- Japanese Sea Medley
- Enchanted Evening talk

### Filmmuziek
- 1976 Vietnam's life and death - a six-year volunteer sericulture
- 1984 Deadly! The BEST
- 1985 Deadly! Brown monsters Pavilion
- 1986 Chapter Ⅴ who work deadly storm
- 1987 Fuun Fighting
- 1991 Deadly! Worker Clash